# Hôtel Gonthier d'Auvillars
L'Hôtel Gonthier d'Auvillars, également appelé hôtel Gaulin, est un hôtel particulier de la ville de Dijon situé au 11 rue Pasteur, dans son secteur sauvegardé.

## Histoire
Hôtel construit au XVIIIe siècle pour les Gonthier d'Auvillars, famille également détentrice sur le même terrain d'un autre hôtel particulier bâti antérieurement et donnant aux 18-20 rue du Petit Potet. La porte monumentale et ses vantaux sont inscrits aux  monuments historiques par arrêté du 24 avril 1929.

## Galerie

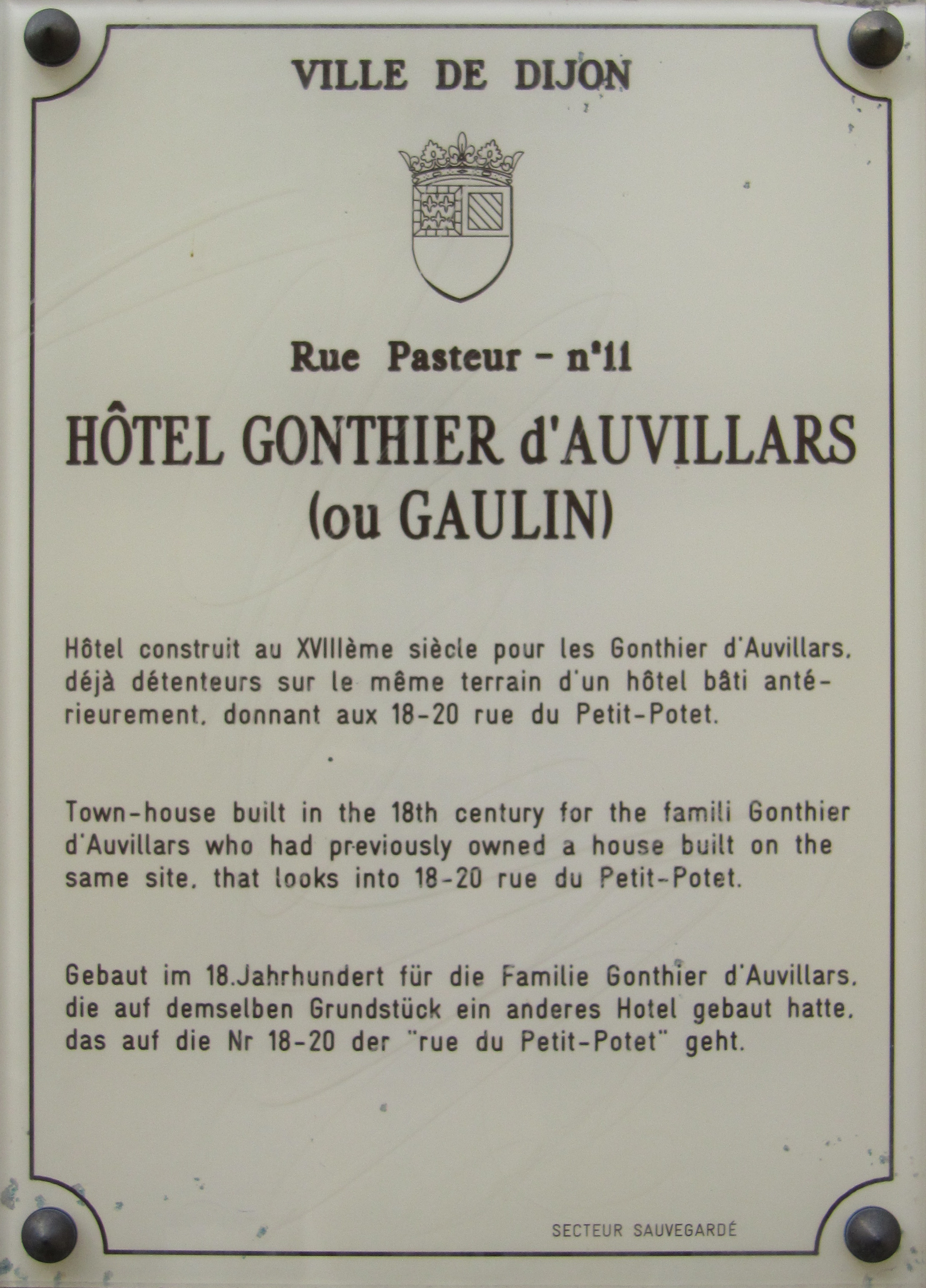
Plaque d'information trilingue (français, anglais, allemand)